# Sparassis spathulata
Sparassis spathulata är en svampart som först beskrevs av Ludwig David von Schweinitz, och fick sitt nu gällande namn av Elias Fries 1828. Sparassis spathulata ingår i släktet Sparassis och familjen Sparassidaceae.   Inga underarter finns listade i Catalogue of Life.

## Bildgalleri

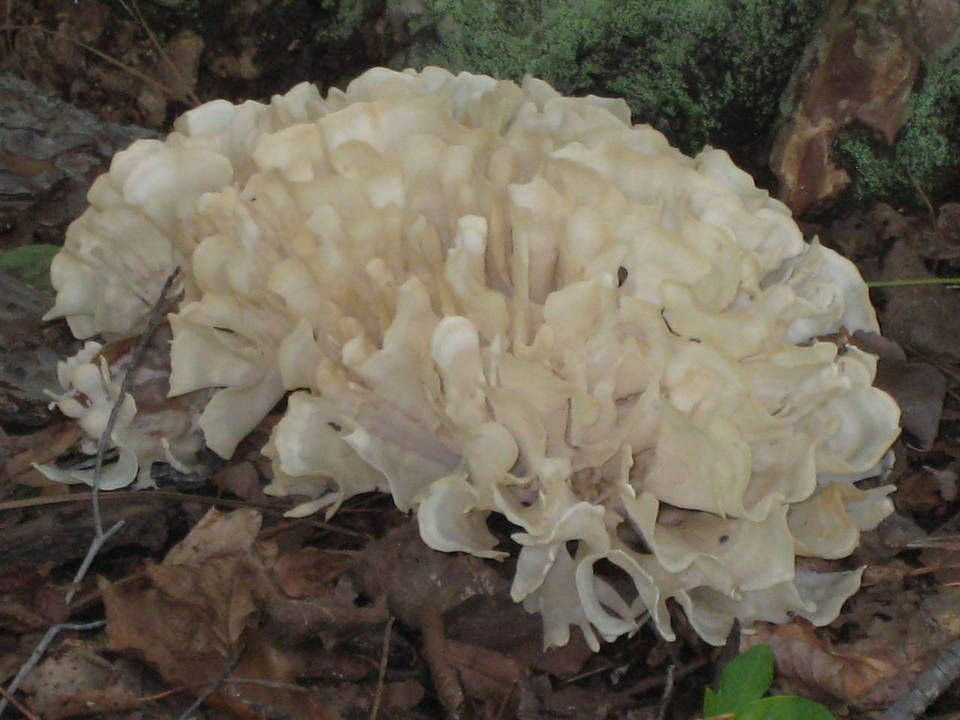